# Real AG
Die Real AG ist ein Unternehmen der Immobilienbranche.  Unternehmenssitz ist Kelkheim (Taunus). Das früher bei Xetra sowie in Frankfurt, Düsseldorf, Berlin und Hannover börsennotierte Unternehmen (ISIN: DE000A0N4R25) wurde am 11. Juni 2010 durch einen Squeeze-out vollständig von der Dr. Helmut Rothenberger Holding übernommen.
Das ehemals im Bereich der Umwelttechnologie tätige Unternehmen betätigt sich seit der Umstrukturierung 2002 ausschließlich mit dem Immobiliengeschäft.